# Тартакова, Софья Андреевна
Со́фья Андре́евна Тартако́ва (17 июня 1989, Москва) — российская радио- и телеведущая, журналист и спортивный комментатор. PR-агент российских теннисистов Дарьи Касаткиной, Андрея Рублева и Анастасии Павлюченковой.

## Биография
Осенью 2009 года работала корреспондентом в газете «Советский спорт», писала статьи на тему тенниса, до этого работала стажёркой на «Радио Спорт».
В 2011 году окончила Гуманитарный институт телевидения и радиовещания имени М. А. Литовчина.
Комментатор теннисных матчей на каналах «Евроспорт Россия» и «НТВ-Плюс Теннис», автор и ведущая программы «Центральный корт» на радио «Спорт FM». В 2013 году вела там же передачу «Личный зачёт».
Впервые в качестве телеведущей Софья Тартакова появилась в феврале 2014 года в программе «Олимпийский канал из Сочи» на телеканале «Спорт плюс». Вела данную передачу в паре с Георгием Черданцевым. Комментировала Уимблдонский теннисный турнир 2014 года на интернет-портале Sports.ru. Также работала корреспондентом на матчах махачкалинского «Анжи».
Пресс-атташе Федерации тенниса России.
В мае 2017 года снялась для мужского журнала MAXIM вместе с коллегами по «Матч ТВ» Марией Басс и Юлией Шараповой. В мае 2018 года снялась для мужского журнала Playboy.
В октябре 2015 года переходит на новый спортивный телеканал «Матч ТВ». С ноября 2015 года — комментатор тенниса и ведущая шоу «Все на матч!» на телеканале «Матч ТВ».
В первые дни мельдониевого скандала резонанс вызвал эфир программы «Все на матч!» от 9 марта 2016 года, где Софья Тартакова несколько раз задела своими высказываниями российского теннисиста Евгения Кафельникова, резко критически и достаточно жёстко отзывавшегося о Марии Шараповой в связи c её положительной допинг-пробой.
20 июля 2022 года «Матч ТВ» отстранил Тартакову  от эфира за критику программы канала «Есть тема» о каминг-ауте российской теннисистки Дарьи Касаткиной.

## Личная жизнь
Муж — теннисист Степан Хотулев. 19 января 2023 родила ребёнка.